# Château du Bourgeau
Pour les articles homonymes, voir Bourgeau.
Le Château du Bourgeau était un château français, étant désormais une ferme, situés à Astillé, dans le département de la Mayenne et la région des Pays de la Loire. Le lieu est situé à 1 500 mètres au nord du bourg .

## Historique
Il s'agissait d'une terre seigneuriale et d'un manoir dont il ne reste plus trace. Le fief était vassal de la châtellenie de Montigné. Le château fut pris sur les Ligueurs par Brandelis de Champagne, au mois de décembre 1590. Pierre Le Cornu, gouverneur de Craon pour la Ligue catholique, le dévasta vers 1592. 

## Sources et bibliographie
- « Château du Bourgeau », dans Alphonse-Victor Angot et Ferdinand Gaugain, Dictionnaire historique, topographique et biographique de la Mayenne, Laval, A. Goupil, 1900-1910 [détail des éditions] (BNF 34106789, présentation en ligne)